# Gnamptogenys mediatrix
Gnamptogenys mediatrix é uma espécie de formiga do gênero Gnamptogenys.